# تشارلي هانا
تشارلي هانا (بالإنجليزية: Charley Hannah)‏ هو لاعب كرة قدم أمريكية أمريكي، ولد في 26 يوليو 1955 في كانتون في الولايات المتحدة.

## وصلات خارجية
- تشارلي هانا على موقع مرجع كرة القدم المحترفة.كوم (الإنجليزية)
- تشارلي هانا على موقع قاعة ألاباما للمشاهير الرياضية (مؤرشف) (الإنجليزية)